# Nicolas-Louis de Lacaille

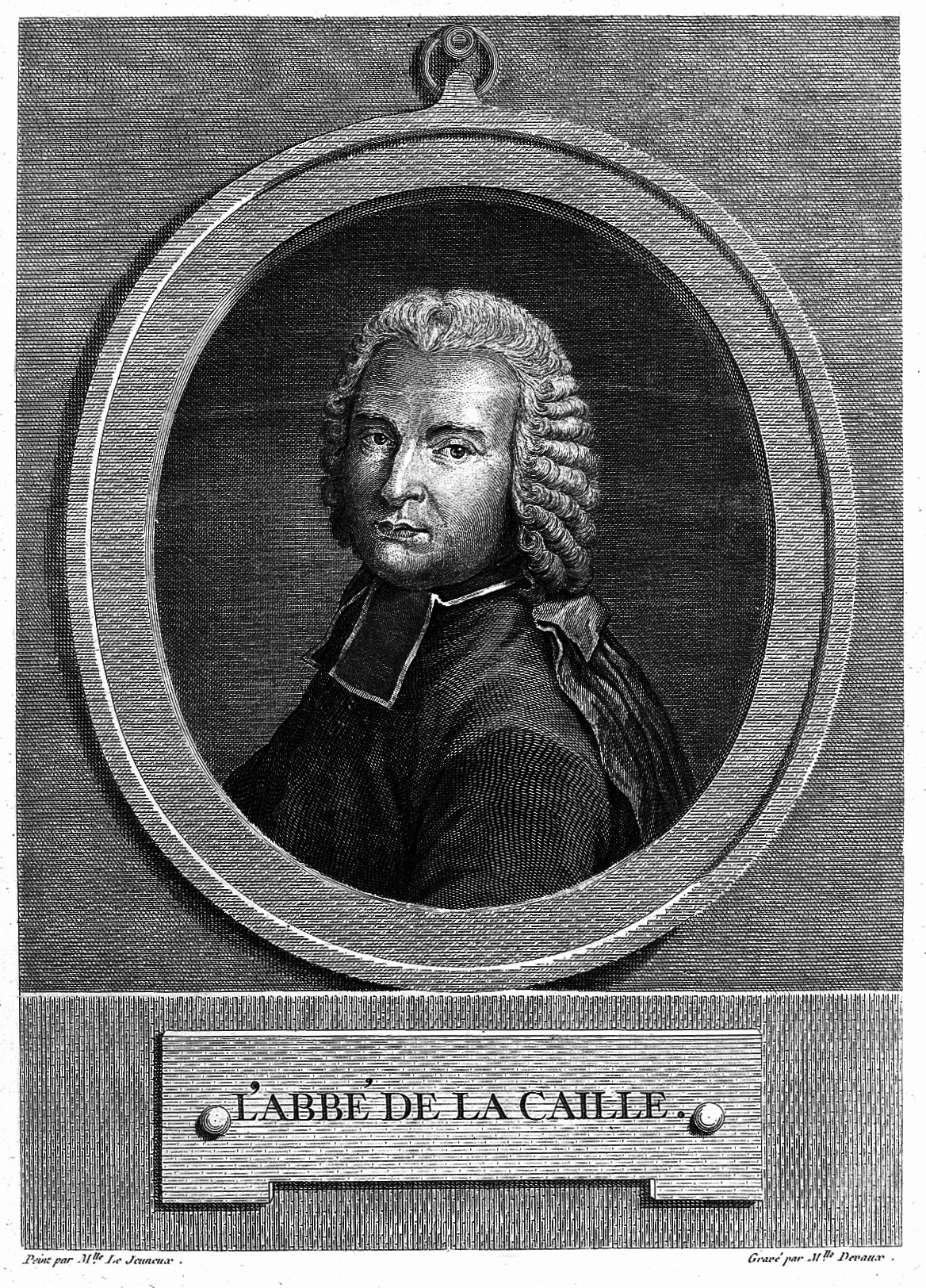
Nicolas Louis de Lacaille (1713–1762)

Nicolas-Louis de Lacaille (* 15. März 1713 in Rumigny, Département Ardennes; † 21. März 1762 in Paris), auch bekannt als Abbé de La Caille, war ein französischer Astronom, der 17 der 88 modernen Sternbilder benannte.

## Leben und Wirken
Lacaille studierte Theologie, widmete sich dann aber mehr der Mathematik und Astronomie und gab die theologische Laufbahn ganz auf. 1739/1740 führte er mit César François Cassini de Thury eine Meridianvermessung bei Paris zur Bestimmung des Erdumfangs durch. 1741 wurde er Mitglied der Pariser Akademie.
1746 erhielt er den Lehrstuhl der Mathematik am Collège Mazarin und erwarb sich in dieser Stellung große Verdienste um die Berichtigung der Sternkataloge und der astronomischen Tafeln.
1750 reiste er für vier Jahre an das Kap der Guten Hoffnung, um dort die Parallaxen des Mondes, der Venus und des Mars genauer zu berechnen. Seine Positionsbestimmungen trugen dazu bei, die Distanzen dieser Himmelskörper präziser als bis dahin möglich zu bestimmen. Außerdem beobachtete er die Sternbilder des Südhimmels und katalogisierte hierbei fast 10.000 Sterne. Dabei entdeckte er auch mehrere neblige Objekte wie die Galaxie Messier 83, die später in den Messierkatalog des Astronomen Charles Messier aufgenommen wurden. Sein Coelum Australe Stelliferum wurde postum 1763 veröffentlicht. Weiter maß er einen Breitengrad der südlichen Halbkugel aus und lieferte eine Karte der Inseln Mauritius (damals Île de France) und Réunion (damals Île de Bourbon).
1754 kehrte er wieder nach Paris zurück und stellte mit unermüdlichem Eifer astronomische Beobachtungen und Berechnungen bis zu seinem Tod an. Seit 1741 gehörte er der Académie des sciences an. Im Dezember 1755 wurde er Ehrenmitglied der Russischen Akademie der Wissenschaften in St. Petersburg. 1758 wurde er zum auswärtigen Mitglied der Göttinger Akademie der Wissenschaften gewählt.
Seine in Südafrika durchgeführten Positionsmessungen an Fixsternen belegten auch die Richtigkeit der von Isaac Newton vorgetragenen Vermutung, dass die Erde keine perfekte Kugelform besitzen könne, sondern – durch die Fliehkraft bedingt – entlang des Äquators einen größeren Durchmesser haben müsse als über die beiden Pole gemessen. Dabei entdeckte Lacaille zusätzlich eine geringere (flachere) Wölbung auf der Südhalbkugel der Erde als auf der Nordhalbkugel. Dies wird als das Meridian-Problem bezeichnet.
Der Mondkrater La Caille sowie der Asteroid (9135) Lacaille wurden nach ihm benannt.

## Sternbilder nach Lacaille
Die von Lacaille benannten und heute noch gebräuchlichen Sternbilder sind:
Antlia, Caelum, Circinus, Fornax, Horologium, Mensa, Microscopium, Norma, Octans, Pictor, Pyxis, Reticulum, Sculptor und Telescopium.
Darüber hinaus teilte er auch das Sternbild Schiff Argo in die drei Sternbilder Kiel des Schiffs, Achterdeck des Schiffs und Segel des Schiffs auf.

## Werke

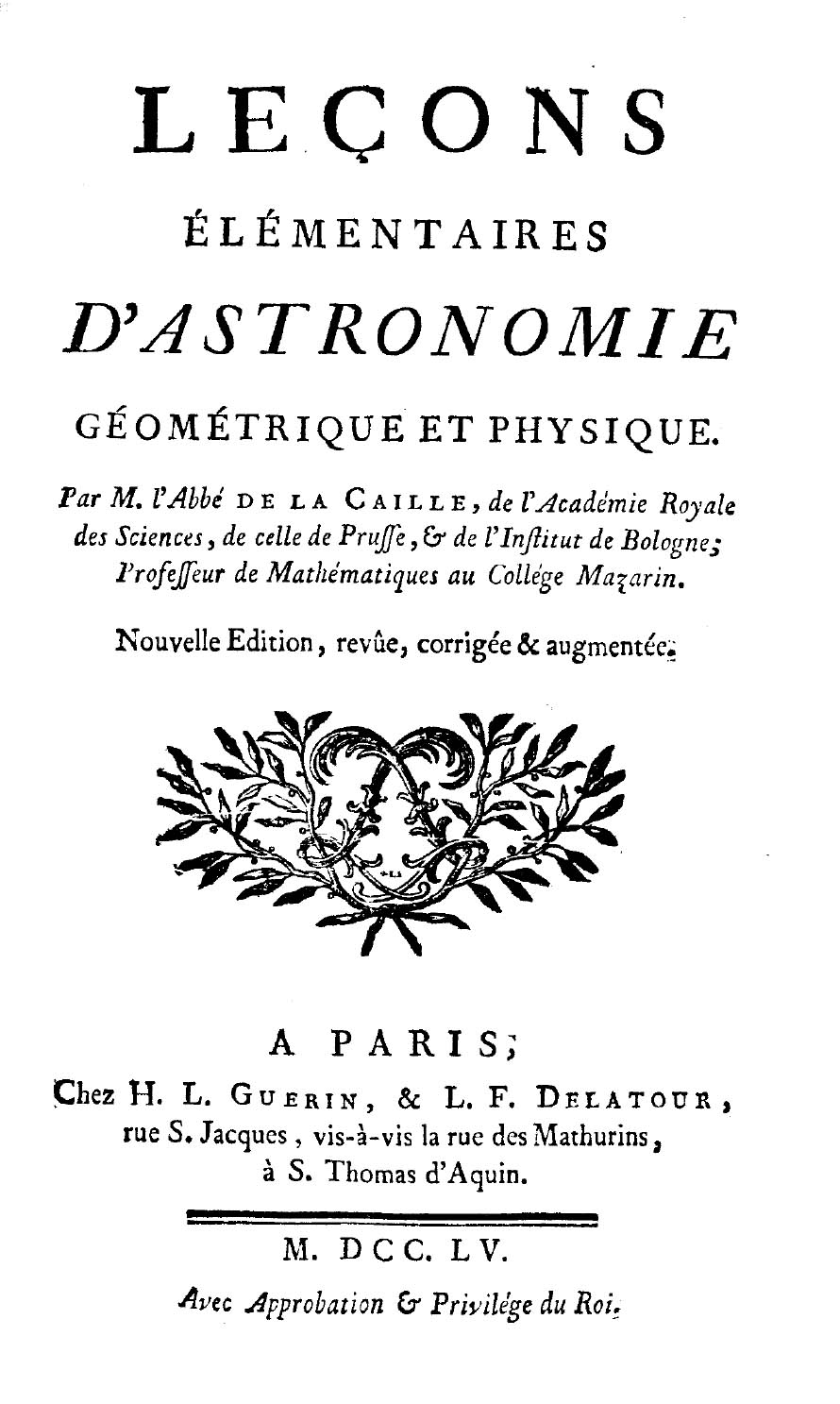
Leçons elementaires d’astronomie, géométrique et physique, 1755

Wichtige Veröffentlichungen von Lacaille sind:
- Leçons d’astronomie (Paris 1746; neu herausgegeben von Jérôme Lalande, Paris 1780)
- Éphémérides des mouvements célestes depuis 1745–75 (Paris 1745–63, fortgesetzt von Lalande)
- Planisphère des Étoiles Australes, datiert 1752, veröffentlicht 1756 – hierauf erscheinen erstmals seine neu eingeführten Sternbilder
- Astronomiae fundamenta (Paris 1757)
- Leçons élémentaires de mécanique (Paris 1757; lateinische Ausgabe Wien 1759: Digitalisat)
- Observations faites au cap de Bonne-Espérance (Paris 1763)
- Coelum australe stelliferum (herausgegeben von Jean-Dominique Maraldi, Paris 1763)
- Observations sur 515 étoiles du zodiaque (herausgegeben von Jean Sylvain Bailly, Paris 1763)
- Tables solaires (Paris 1758)
- Tables de logarithmes (Paris 1760)